# 긴 전쟁 목록
다음 목록은 인류 역사상 가장 긴 전쟁 목록이다. 진행 중인 군사 분쟁을 비롯한 주요 분쟁을 진행 기간에 따라 정리하였다.

## 목록
|  | 진행 중인 분쟁 |

| 이름                                        | 개전                    | 종전                    | 기간 (2025년 7월 10일 기준) |
| ------------------------------------------- | ----------------------- | ----------------------- | --------------------------- |
| 레콩키스타                                  | 718년                   | 1492년                  | 774년                       |
| 영국-프랑스 전쟁                            | 1109년                  | 1815년                  | 706년                       |
| 로마-페르시아 전쟁                          | 기원전54년              | 628년                   | 681년                       |
| 동로마-불가리아 전쟁                        | 680년                   | 1355년                  | 675년                       |
| 로마-게르만족 전쟁                          | 기원전113년             | 476년                   | 588년                       |
| 아랍-동로마 전쟁                            | 629년                   | 1180년                  | 551년                       |
| 야키 전쟁                                   | 1533년                  | 1929년                  | 396년                       |
| 예멘-오스만 분쟁                            | 1538년                  | 1911년                  | 373년                       |
| 모로코-포르투갈 분쟁                        | 1415년                  | 1769년                  | 354년                       |
| 러시아-튀르크 전쟁                          | 1568년                  | 1918년                  | 350년                       |
| 아라우코 전쟁                               | 1536년                  | 1883년                  | 347년                       |
| 덴마크-스웨덴 전쟁                          | 1470년                  | 1814년                  | 344년                       |
| 스페인-모로족 분쟁                          | 1565년                  | 1898년                  | 333년                       |
| 아파치족-멕시코 전쟁                        | 1600년                  | 1915년                  | 315년                       |
| 미국 인디언 전쟁                            | 1609년                  | 1924년                  | 315년                       |
| 오스만-페르시아 전쟁                        | 1514년                  | 1823년                  | 309년                       |
| 버마-시암 전쟁                              | 1547년                  | 1855년                  | 308년                       |
| 한-흉노 전쟁                                | 기원전200년             | 91년                    | 290년                       |
| 나바호 전쟁                                 | 1600년                  | 1866년                  | 266년                       |
| 오스만-합스부르크 전쟁                      | 1526년                  | 1791년                  | 265년                       |
| 동로마-셀주크 전쟁                          | 1048년                  | 1308년                  | 260년                       |
| 잉글랜드-스코틀랜드 전쟁                    | 1296년                  | 1547년                  | 251년 5개월 2주 1일         |
| 체첸-러시아 분쟁                            | 1785년                  | 2017년                  | 232년                       |
| 전국 시대                                   | 기원전453년             | 기원전223년             | 230년                       |
| 무슬림의 아프가니스탄 정복                  | 642년                   | 870년                   | 228년                       |
| 폴란드-러시아 전쟁                          | 1577년                  | 1794년                  | 217년 10개월 2주 1일        |
| 폴란드-튜턴 전쟁                            | 1308년                  | 1521년                  | 213년                       |
| 로마의 이베리아반도 정복                    | 기원전218년             | 기원전19년              | 199년                       |
| 러시아의 시베리아 정복                      | 1580년                  | 1778년                  | 198년                       |
| 십자군                                      | 1096년                  | 1291년                  | 194년 9개월 3일             |
| 코사크 봉기                                 | 1591년                  | 1775년                  | 184년                       |
| 동로마-랑고바르드 전쟁                      | 568년                   | 751년                   | 183년                       |
| 러시아-페르시아 전쟁                        | 1651년                  | 1828년                  | 177년                       |
| 스페인의 과테말라 정복                      | 1524년                  | 1697년                  | 173년                       |
| 스페인의 치아파스 정복                      | 1523년                  | 1695년                  | 172년                       |
| 제노바-몽골 전쟁                            | 1307년                  | 1478년                  | 171년                       |
| 모스크바-리투아니아 전쟁                    | 1368년                  | 1537년                  | 169년                       |
| 무굴-시킴 전쟁                              | 1621년                  | 1788년                  | 167년                       |
| 오스만-헝가리 전쟁                          | 1366년                  | 1526년                  | 160년                       |
| 폴란드-스웨덴 전쟁                          | 1563년                  | 1721년                  | 158년                       |
| 영국-네덜란드 전쟁                          | 1652년                  | 1810년                  | 158년                       |
| 동로마-오스만 전쟁                          | 1299년                  | 1453년                  | 154년                       |
| 센고쿠 시대                                 | 1467년                  | 1615년                  | 148년                       |
| 오스트레일리아 국경 전쟁                    | 1788년                  | 1934년                  | 146년                       |
| 대구와 갈고리 전쟁                          | 1350년                  | 1490년                  | 140년                       |
| 몽골 제국의 정복 전쟁                       | 1206년                  | 1337년                  | 131년                       |
| 찰루키아-촐라 전쟁                          | 992년                   | 1120년                  | 128년                       |
| 초기 무슬림 정복                            | 622년                   | 750년                   | 128년                       |
| 제2차 백년전쟁                              | 1689년                  | 1815년                  | 126년                       |
| 포에니 전쟁                                 | 기원전264년             | 기원전146년             | 118년                       |
| 백년 전쟁                                   | 1337년                  | 1453년                  | 116년                       |
| 러시아-카잔 전쟁                            | 1437년                  | 1552년                  | 115년                       |
| 노르웨이 내전                               | 1130년                  | 1240년                  | 110년                       |
| 투아레그 반란                               | 1916년                  | 진행 중                 | 109년                       |
| 금송 전쟁                                   | 1125년                  | 1234년                  | 109년                       |
| 셀레우코스-파르티아 전쟁                    | 기원전238년             | 기원전129년             | 109년                       |
| 로마 공화국의 위기                          | 기원전135년             | 기원전27년              | 108년                       |
| 이란-쿠르드 분쟁                            | 1918년                  | 진행 중                 | 107년                       |
| 튀르키예-쿠르드 분쟁                        | 1921년 3월 6일          | 진행 중                 | 104년 4개월 3일             |
| 조지아-셀주크 전쟁                          | 1099년                  | 1203년                  | 104년                       |
| 에프탈-사산 전쟁                            | 459년                   | 562년                   | 103년                       |
| 러시아-체르케스 전쟁                        | 1763년                  | 1864년                  | 100년 10개월 4일            |
| 코사 전쟁                                   | 1779년                  | 1879년                  | 100년                       |
| 제메네 메사핀트                             | 1755년                  | 1855년                  | 100년                       |
| 신장 분쟁                                   | 1931년                  | 진행 중                 | 94년                        |
| 비버 전쟁                                   | 1609년                  | 1701년                  | 92년                        |
| 아프가니스탄-시크 전쟁                      | 1751년                  | 1837년                  | 86년                        |
| 다고호이 반란                               | 1744년 1월 24일         | 1829년 8월 31일         | 85년 7개월 1주일            |
| 이라크-쿠르드 분쟁                          | 1918년                  | 2003년                  | 85년                        |
| 영국-아프가니스탄 전쟁                      | 1839년                  | 1919년                  | 80년                        |
| 네덜란드 독립 전쟁                          | 1568년                  | 1648년                  | 80년                        |
| 한반도 분쟁                                 | 1945년 8월 15일         | 진행 중                 | 79년 10개월 3주 3일         |
| 스페인의 페텐 정복                          | 1618년                  | 1697년                  | 79년                        |
| 로힝야 반란                                 | 1947년                  | 진행 중                 | 78년                        |
| 무슬림의 트란스옥시아나 정복                | 673년                   | 751년                   | 78년                        |
| 인도-파키스탄 전쟁                          | 1947년 10월 22일        | 진행 중                 | 77년 8개월 2주 3일          |
| 카슈미르 분쟁                               | 1947년 10월 22일        | 진행 중                 | 77년 8개월 2주 3일          |
| 미얀마 분쟁                                 | 1948년 4월 2일          | 진행 중                 | 77년 3개월 1주일            |
| 아랍-이스라엘 분쟁                          | 1948년 5월 15일         | 진행 중                 | 77년 1개월 3주 3일          |
| 영국-아샨티 전쟁                            | 1823년                  | 1900년                  | 77년                        |
| 무슬림의 이베리아반도 정복                  | 711년                   | 788년                   | 77년                        |
| 발루치스탄 분쟁                             | 1948년 7월              | 진행 중                 | 77년 1주일 1일              |
| 오가덴 전쟁                                 | 1948년 9월 23일         | 진행 중                 | 76년 9개월 2주 2일          |
| 카렌 분쟁                                   | 1949년 1월 31일         | 진행 중                 | 76년 5개월 1주일 2일        |
| 아프가니스탄-파키스탄 국경 분쟁             | 1949년 3월              | 진행 중                 | 76년 4개월 1주일 1일        |
| 무슬림의 시칠리아섬 정복                    | 827년 6월               | 902년 8월               | 75년 2개월                  |
| 아파치 전쟁                                 | 1849년                  | 1924년                  | 75년                        |
| 프랑스의 알제리 정복                        | 1830년                  | 1903년                  | 73년                        |
| 청-중가르 전쟁                              | 1687년                  | 1758년                  | 71년                        |
| 유대-로마 전쟁                              | 66년                    | 136년                   | 70년                        |
| 아르헨티나 내전                             | 1814년                  | 1880년                  | 66년                        |
| 이탈리아 전쟁                               | 1494년                  | 1559년                  | 65세                        |
| 남태국 반란                                 | 1960년                  | 진행 중                 | 65세                        |
| 다르푸르 왕위 계승 전쟁                     | 1722년                  | 1786년                  | 64세                        |
| 파푸아 분쟁                                 | 1962년 10월 1일         | 진행 중                 | 62년 9개월 1주일 1일        |
| 사바 국경 공격                              | 1962년 12월 8일         | 진행 중                 | 62년 7개월 1일              |
| 북동인도 반란                               | 1963년                  | 진행 중                 | 62년                        |
| 무슬림의 마그레브 정복                      | 647년                   | 709년                   | 62년                        |
| 콜롬비아 분쟁                               | 1964년 5월 27일         | 진행 중                 | 61년 1개월 1주일 5일        |
| 마니푸르 반란                               | 1964년 11월 24일        | 진행 중                 | 60년 7개월 2주 1일          |
| 60년 전쟁                                   | 1754년                  | 1814년                  | 60년                        |
| 네덜란드-포르투갈 전쟁                      | 1601년                  | 1661년                  | 60년                        |
| 렐란토스 전쟁                               | 기원전710년             | 기원전650년             | 60년                        |
| 레바논-이스라엘 분쟁                        | 1948년 5월 14일         | 2006년 8월 18일         | 58년 3개월 4일              |
| 낙살라이트-마오쩌둥 사상 반란               | 1967년 5월 18일         | 진행 중                 | 58년 1개월 3주              |
| 텍사스-인디언 전쟁                          | 1820년                  | 1875년                  | 55년                        |
| 필리핀 내전                                 | 1969년 3월 29일         | 진행 중                 | 56년 3개월 1주일 3일        |
| 서사하라 분쟁                               | 1970년 6월 17일         | 진행 중                 | 55년 3주 1일                |
| 바스크 분쟁                                 | 1959년 7월 31일         | 2011년 10월 20일        | 52년 2개월 2주 6일          |
| 불가리아-오스만 전쟁                        | 1344년                  | 1396년                  | 52년                        |
| 갈리치아-볼히니아 전쟁                      | 1340년                  | 1392년                  | 52년                        |
| 미얀마의 공산주의 반란                      | 1939년                  | 1989년                  | 50년                        |
| 동로마의 불가리아 정복                      | 968년                   | 1018년                  | 50년                        |
| 그리스-페르시아 전쟁                        | 기원전499년             | 기원전449년             | 50년                        |
| 모로 분쟁                                   | 1969년 3월 29일         | 2019년 2월 22일         | 49년 10개월 3주 3일         |
| 카빈다 분쟁                                 | 1975년 11월 8일         | 진행 중                 | 49년 8개월 1일              |
| 멕시코-코만치족 전쟁                        | 1821년                  | 1870년                  | 49년                        |
| 위스키 전쟁                                 | 1973년 12월 17일        | 2022년 6월 14일         | 48년 5개월 4주              |
| 아프가니스탄 분쟁                           | 1978년 4월 27일         | 진행 중                 | 47년 2개월 1주일 5일        |
| 디아도코이 전쟁                             | 기원전322년             | 기원전275년             | 47년                        |
| 캅카스 전쟁                                 | 1817년                  | 1864년                  | 47년                        |
| 쿠르드 노동자당 반란                        | 1987년 11월 27일        | 2025년 5월 12일         | 46년 5개월 2주 1일          |
| 아삼 분리주의 운동                          | 1979년 4월 7일          | 진행 중                 | 46년 3개월 2일              |
| 냉전                                        | 1946년 4월 16일         | 1991년 12월 26일        | 45년 8개월 1주일 3일        |
| 페루 내전                                   | 1980년 5월 17일         | 진행 중                 | 45년 1개월 3주 1일          |
| 튀르키예의 마오쩌둥 사상 반란               | 1980년 9월 12일         | 진행 중                 | 44년 9개월 3주 6일          |
| 차드 내전                                   | 1965년 11월 1일         | 2010년 1월 15일         | 44년 2개월 2주              |
| 콩고 내전                                   | 1665년 10월 29일        | 1709년 10월 4일         | 43년 11개월 5일             |
| 중국-네덜란드 분쟁                          | 1620년                  | 1662년                  | 42년                        |
| 무슬림의 갈리아 정복                        | 719년                   | 759년                   | 40년                        |
| 스페인의 잉카 정복                          | 1532년                  | 1572년                  | 40년                        |
| 치치메카 전쟁                               | 1550년                  | 1590년                  | 40년                        |
| 폴란드-체코슬로바키아 국경 분쟁             | 1918년                  | 1958년                  | 40년                        |
| 코만치 전쟁                                 | 1836년                  | 1875년                  | 39년                        |
| 바브 알-타바네-자발 모흐센 분쟁             | 1976년                  | 2015년                  | 39년                        |
| 신의 저항군 반란                            | 1987년 1월              | 진행 중                 | 38년 6개월 1주일 1일        |
| 파키스탄의 종파주의 분쟁                    | 1987년                  | 진행 중                 | 38년                        |
| 38년 전쟁                                   | 774년                   | 812년                   | 38년                        |
| 압하지야 분쟁                               | 1989년 3월 18일         | 진행 중                 | 36년 3개월 3주              |
| 과테말라 내전                               | 1960년 11월 13일        | 1996년 12월 29일        | 36년 1개월 2주 2일          |
| 위그노 전쟁                                 | 1562년                  | 1598년                  | 36년                        |
| 바나나 전쟁                                 | 1898년                  | 1934년                  | 36년                        |
| 영국-체나콤마카 전쟁                        | 1610년                  | 1646년                  | 36년                        |
| 방글라데시 분쟁                             | 1989년                  | 진행 중                 | 36년                        |
| 잠무 카슈미르 분란                          | 1989년 7월 13일         | 진행 중                 | 35년 11개월 3주 5일         |
| 나고르노카라바흐 분쟁                       | 1988년 2월 20일         | 2024년 1월 1일          | 35년 10개월 1주일 5일       |
| 조지아-오세티야 분쟁                        | 1989년 11월 10일        | 진행 중                 | 35년 7개월 4주 1일          |
| DHKP/C 반란                                 | 1990년 4월 1일          | 진행 중                 | 35년 3개월 1주일 1일        |
| 성자의 반란                                 | 1901년                  | 1936년                  | 35년                        |
| 소말리아 내전                               | 1991년 5월              | 진행 중                 | 34년 2개월 1주일 1일        |
| 오로모 분쟁                                 | 1992년                  | 진행 중                 | 33년                        |
| 아유타야-란나 전쟁                          | 1441년                  | 1474년                  | 33년                        |
| 장미 전쟁                                   | 1455년                  | 1487년                  | 32년                        |
| 제1차 스코틀랜드 독립 전쟁                  | 1296년                  | 1328년                  | 32년                        |
| 카자망스 분쟁                               | 1982년                  | 2014년                  | 32년                        |
| 영국-마이소르 전쟁                          | 1767년                  | 1799년                  | 32년                        |
| 리비아 저항 운동                            | 1911년                  | 1943년                  | 32년                        |
| 바이킹의 브리튼 제도 활동                   | 980년                   | 1012년                  | 32년                        |
| 라오스 반란                                 | 1975년 12월 3일         | 2008년                  | 32년                        |
| 아체 전쟁                                   | 1873년                  | 1904년                  | 31년                        |
| 아파키 코자 반란                            | 1826년                  | 1857년                  | 31년                        |
| 치아파스 분쟁                               | 1994년                  | 2014년                  | 31년                        |
| 북아일랜드 분쟁                             | 1968년                  | 1998년                  | 30년                        |
| 30년 전쟁                                   | 1618년                  | 1648년                  | 30년                        |
| 에리트레아 독립 전쟁                        | 1961년 9월 1일          | 1991년 5월 29일         | 29년 8개월 3주 2일          |
| 노르만인의 시칠리아섬 정복                  | 1061년 5월              | 1091년 2월              | 29년 9개월                  |
| 무리드 전쟁                                 | 1830년                  | 1859년                  | 29년                        |
| 메갈라야 반란                               | 1996년                  | 진행 중                 | 29년                        |
| 연합민주군 반란                             | 1996년                  | 진행 중                 | 29년                        |
| 아체 반란                                   | 1976년 12월 4일         | 2005년 8월 15일         | 28년 8개월 1주일 4일        |
| 팔레스타인 위임통치령의 민족 갈등           | 1920년 3월 1일          | 1948년 5월 15일         | 28년 2개월 2주              |
| 포르투갈 왕정복고 전쟁                      | 1640년                  | 1668년                  | 28년                        |
| 니카라과 혁명                               | 1962년                  | 1990년                  | 28년                        |
| 피압박민족투쟁통일전선 반란                 | 1964년 9월 20일         | 1992년 10월             | 28년                        |
| 사라왁 공산주의 반란                        | 1962년 12월             | 1990년 11월 3일         | 27년 11개월 2일             |
| 펠로폰네소스 전쟁                           | 기원전431년             | 기원전404년             | 27년                        |
| 뉴질랜드 전쟁                               | 1845년                  | 1872년                  | 27년                        |
| 잉글랜드 내전                               | 1975년                  | 2002년                  | 27년                        |
| 나이지리아의 공동체 갈등                    | 1998년                  | 진행 중                 | 27년                        |
| 러시아-핀란드 전쟁                          | 1918년 1월 27일         | 1944년 9월 19일         | 26년 7개월 3주 2일          |
| 예멘 알카에다 반란                          | 1998년 12월 30일        | 진행 중                 | 26년 6개월 1주일 2일        |
| 스리랑카 내전                               | 1983년 7월 23일         | 2009년 5월 18일         | 25년 9개월 3주 4일          |
| 무굴-마라타 전쟁                            | 1681년 9월              | 1707년 5월              | 25년 8개월                  |
| 리보니아 전쟁                               | 1558년                  | 1583년                  | 25년                        |
| 스페인령 아메리카 독립 전쟁                 | 1808년                  | 1833년                  | 25년                        |
| 오가덴 반란                                 | 1994년 2월 22일         | 2018년 8월 12일         | 24년 5개월 3주              |
| 남아프리카 국경 전쟁                        | 1966년 8월 26일         | 1990년 3월 21일         | 24년                        |
| 인도네시아의 동티모르 점령                  | 1975년 12월 7일         | 1999년 10월 31일        | 23년 10개월 3주 3일         |
| 테러와의 전쟁                               | 2001년 9월 14일         | 진행 중                 | 23년 9개월 3주 4일          |
| 대프랑스 동맹                               | 1792년 4월 20일         | 1815년 11월 20일        | 23년 7개월                  |
| 마그레브 반란                               | 2002년 4월 11일         | 진행 중                 | 23년 2개월 4주              |
| 제1차 포에니 전쟁                           | 기원전264년             | 기원전241년             | 23년                        |
| 제2차 아파르 반란                           | 1995년                  | 2018년 7월 18일         | 23년                        |
| 실레시아 전쟁                               | 1740년                  | 1763년                  | 23년                        |
| 나이저강 삼각주 분쟁                        | 2003년 3월 12일         | 진행 중                 | 22년 3개월 3주 6일          |
| 다르푸르 분쟁                               | 2003년 2월 26일         | 진행 중                 | 22년 4개월 1주일 6일        |
| 라오스 내전                                 | 1953년 11월 9일         | 1975년 12월 2일         | 22년 3주 2일                |
| 제2차 수단 내전                             | 1983년                  | 2005년                  | 22년                        |
| 리소르지멘토                                | 1848년                  | 1870년                  | 22년                        |
| 아라우카니아 점령                           | 1861년                  | 1883년                  | 22년                        |
| 노르만인의 잉글랜드 정복                    | 1066년                  | 1088년                  | 22년                        |
| 캔디 전쟁                                   | 1796년                  | 1818년                  | 22년                        |
| 오스트리아-튀르크 전쟁                      | 1530년                  | 1552년                  | 22년                        |
| 국공 내전                                   | 1927년 8월 1일          | 1949년 12월 7일         | 22년                        |
| 말레이시아의 공산주의 반란                  | 1968년 6월 17일         | 1989년 12월 2일         | 21년 5개월 2주 1일          |
| 카이베르파크툰크와 반란                     | 2004년 3월 16일         | 진행 중                 | 21년 3개월 3주 2일          |
| 이란-쿠르디스탄 자유생명당 분쟁             | 2004년 4월 1일          | 진행 중                 | 21년 3개월 1주일 1일        |
| 키부 분쟁                                   | 2004년                  | 진행 중                 | 21년                        |
| 시스탄오발루체스탄 반란                     | 2004년                  | 진행 중                 | 21년                        |
| 미국의 니카라과 점령                        | 1912년                  | 1933년                  | 21년                        |
| 라지크 전쟁                                 | 541년                   | 562년                   | 21년                        |
| 대북방 전쟁                                 | 1700년                  | 1721년                  | 21년                        |
| 오스만-에티오피아 전쟁                      | 1557년                  | 1578년                  | 21년                        |
| 무슬림의 페르시아 정복                      | 633년                   | 654년                   | 21년                        |
| 에우메랄라 전쟁                             | 1840년                  | 1860년                  | 20년                        |
| 시칠리아 베스퍼스 전쟁                      | 1282년                  | 1302년                  | 20년                        |
| 소말릴란드 전역                             | 1900년                  | 1920년                  | 20년                        |
| 치타공 구릉지대 분쟁                        | 1977년                  | 1997년 12월 2일         | 20년                        |
| 아프가니스탄 전쟁 (2001년~2021년)           | 2001년 10월 7일         | 2021년 8월 15일         | 19년 10개월 1주일 1일       |
| 파라과이 반란                               | 2005년 8월 27일         | 진행 중                 | 19년 10개월 1주일 5일       |
| 베트남 전쟁                                 | 1955년 11월 1일         | 1975년 4월 30일         | 19년 5개월 4주 1일          |
| 동로마-사산 전쟁                            | 572년                   | 591년                   | 19년                        |
| 귀주 봉기                                   | 1854년                  | 1873년                  | 19년                        |
| 고트 전쟁                                   | 535년                   | 554년                   | 19년                        |
| 여로보암의 반란                             | 기원전931년             | 기원전913년             | 18년                        |
| 태국의 공산주의 반란                        | 1965년                  | 1983년                  | 18년                        |
| 바스마치 운동                               | 1916년                  | 1934년                  | 18년                        |
| 마흐디 전쟁                                 | 1881년                  | 1899년                  | 18년                        |
| 제2차 포에니 전쟁                           | 기원전218년             | 기원전201년             | 17년                        |
| 에티오피아 내전                             | 1974년 9월 12일         | 1991년 6월 4일          | 16년 8개월 3주 2일          |
| 제1차 수단 내전                             | 1955년 8월 18일         | 1972년 3월 27일         | 16년 7개월 1주일 2일        |
| 볼리비아 독립 전쟁                          | 1809년                  | 1825년                  | 16년                        |
| 칠레 독립 전쟁                              | 1810년                  | 1826년                  | 16년                        |
| 서사하라 전쟁                               | 1975년 10월 30일        | 1991년 9월 6일          | 15년 10개월 1주일           |
| 대튀르크 전쟁                               | 1683년 7월 14일         | 1699년 1월 26일         | 15년 6개월 1주일 5일        |
| 레바논 내전                                 | 1975년 4월 13일         | 1990년 10월 13일        | 15년 6개월                  |
| 로디지아 부시 전쟁                          | 1964년 7월 4일          | 1979년 12월 12일        | 15년 5개월 1주일 1일        |
| 모레아 전쟁                                 | 1684년                  | 1699년                  | 15년                        |
| 유대-바빌로니아 전쟁                        | 기원전601년             | 기원전586년             | 15년                        |
| 베트남-캄보디아 전쟁                        | 1977년 4월 30일         | 1991년 10월 23일        | 14년 5개월 3주 2일          |
| 시리아 내전                                 | 2011년 3월 15일         | 진행 중                 | 14년 3개월 3주 3일          |
| 제3차 인도차이나 전쟁                       | 1978년                  | 1992년                  | 14년                        |
| 도파르 반란                                 | 1962년                  | 1976년                  | 14년                        |
| 납의 시대                                   | 1968년                  | 1982년                  | 14년                        |
| 태평천국의 난                               | 1850년                  | 1864년                  | 14년                        |
| 러시아-튀르크 전쟁                          | 1686년                  | 1700년                  | 14년                        |
| 에티오피아-아달 전쟁                        | 1529년                  | 1543년                  | 14년                        |
| 마르코만니 전쟁                             | 166년                   | 180년                   | 14년                        |
| 제2차 중일 전쟁                             | 1931년 9월 18일         | 1945년 9월 9일          | 13년 11개월 3주 1일         |
| 포르투갈 식민지 전쟁                        | 1961년 2월 4일          | 1974년 4월 25일         | 13년 2개월 3주              |
| 다룰 이슬람 반란                            | 1949년 8월              | 1962년 9월              | 13년 3주 5일                |
| 스페인 왕위 계승 전쟁                       | 1702년 7월 9일          | 1715년 7월 11일         | 13년 2일                    |
| 페루 독립 전쟁                              | 1811년                  | 1824년                  | 13년                        |
| 베네수엘라 독립 전쟁                        | 1810년                  | 1823년                  | 13년                        |
| 알렉산드로스 대왕의 전쟁                    | 기원전336년             | 기원전323년             | 13년                        |
| 나폴레옹 전쟁                               | 1803년 5월 18일         | 1815년 11월 20일        | 12년 6개월 2일              |
| 부룬디 내전                                 | 1993년 10월 21일        | 2006년 4월 15일         | 12년 5개월 3주 4일          |
| 아이티 혁명                                 | 1791년 8월 21일         | 1804년 1월 1일          | 12년 4개월 1주일 4일        |
| 말라야 비상사태                             | 1948년 6월 16일         | 1960년 7월 12일         | 12년 3주 5일                |
| 엘살바도르 내전                             | 1979년 10월 15일        | 1992년 1월 16일         | 12년 3개월 1일              |
| 이라크 비행금지구역 분쟁                    | 1991년                  | 2003년                  | 12년                        |
| 삼왕국 전쟁                                 | 1639년                  | 1651년                  | 12년                        |
| 킴브리 전쟁                                 | 기원전113년             | 기원전101년             | 12년                        |
| 중국-베트남 분쟁                            | 1979년                  | 1991년                  | 12년                        |
| 기니비사우 독립 전쟁                        | 1963년 1월 23일         | 1974년 9월 10일         | 11년 7개월 2주 4일          |
| 앤 여왕의 전쟁                              | 1702년 3월 8일          | 1713년 7월 13일         | 11년 4개월 5일              |
| 러시아-우크라이나 전쟁                      | 2014년 2월 20일         | 진행 중                 | 11년 4개월 2주 5일          |
| 멕시코 독립 전쟁                            | 1810년 9월 16일         | 1821년 9월 27일         | 11년 1주일 4일              |
| 덴마크-스웨덴 전쟁                          | 1501년                  | 1512년                  | 11년                        |
| 풀 전쟁                                     | 1997년                  | 2008년                  | 11년                        |
| 펀자브 반란                                 | 1984년                  | 1995년                  | 11년                        |
| 시에라리온 내전                             | 1991년 3월 23일         | 2002년 1월 18일         | 10년 9개월 3주 5일          |
| 네팔 내전                                   | 1996년 2월 13일         | 2006년 11월 21일        | 10년 9개월 1주일 1일        |
| 예멘 내전                                   | 2014년 9월 16일         | 진행 중                 | 10년 9개월 3주 2일          |
| 후티 반란                                   | 2004년 6월 18일         | 2015년 2월 6일          | 10년 7개월 2주 5일          |
| 유고슬라비아 전쟁                           | 1991년 3월 31일         | 2001년 11월 12일        | 10년 7개월 1주일 5일        |
| 알제리 내전                                 | 1991년 12월 26일        | 2002년 2월 8일          | 10년 1개월 1주일 6일        |
| 소말릴란드 독립 전쟁                        | 1981년 4월 6일          | 1991년 5월 18일         | 10년 1개월 1주일 5일        |
| 소련–아프가니스탄 전쟁                      | 1979년 12월 24일        | 1989년 2월 15일         | 9년 1개월 3주 1일           |
| 이라크 전쟁                                 | 2003년 3월 20일         | 2011년 12월 15일        | 8년 8개월 3주 4일           |
| 미국 독립 전쟁                              | 1775년 4월 19일         | 1783년 9월 3일          | 8년 4개월 2주 1일           |
| 악숨-페르시아 전쟁                          | 570년                   | 578년                   | 8년                         |
| 이란-이라크 전쟁                            | 1980년 9월 22일         | 1988년 8월 20일         | 7년 10개월 4주 1일          |
| 오스트리아 왕위 계승 전쟁                   | 1740년 12월 16일        | 1748년 10월 18일        | 7년 10개월 2일              |
| 제2차 세계 대전                             | 1939년 9월 1일          | 1945년 9월 2일          | 6년 1일                     |
| 제벨 아크다르 전쟁                          | 1954년 1월 30일         | 1959년 10월 10일        | 5년 8개월 1주일 3일         |
| 삼국 동맹 전쟁                              | 1864년                  | 1870년                  | 5년 3개월 2주 2일           |
| 제2차 콩고 전쟁                             | 1998년 8월 2일          | 2003년 6월 18일         | 4년 10개월 2주 2일          |
| 러시아 내전                                 | 1917년 11월 7일         | 1923년 6월 16일         | 4년 7개월 1주일 2일         |
| 제1차 세계 대전                             | 1914년 7월 28일         | 1918년 11월 11일        | 4년 3개월 2주               |
| 남북 전쟁                                   | 1861년 4월 12일         | 1865년 4월 9일          | 3년 11개월 4주              |
| 필리핀-미국 전쟁                            | 1899년 2월 4일          | 1902년 7월 2일          | 3년 3개월 4주 1일           |
| 소모전                                      | 1967년 7월 1일          | 1970년 8월 7일          | 3년 1개월 6일               |
| 6.25 전쟁                                   | 1950년 6월 25일         | 1953년 7월 27일         | 3년 1개월 2일               |
| 스페인 내전                                 | 1936년 7월 17일         | 1939년 4월 1일          | 2년 9개월 2주 1일           |
| 미영 전쟁                                   | 1812년 6월 18일         | 1815년 2월 17일         | 2년 8개월 4주 2일           |
| 비아프라 전쟁                               | 1967년 7월 6일          | 1970년 1월 15일         | 2년 7개월 1주일 2일         |
| 크림 전쟁                                   | 1853년 10월 16일        | 1856년 3월 30일         | 2년 5개월 2주               |
| 티그라이 전쟁                               | 2020년 11월 3일         | 2022년 11월 3일         | 2년                         |
| 폴란드 왕위 계승 전쟁                       | 1733년 10월 10일        | 1735년 10월 3일         | 1년 11개월 3주 2일          |
| 멕시코-미국 전쟁                            | 1846년 4월 25일         | 1848년 2월 2일          | 1년 9개월 1주일 1일         |
| 토요타 전쟁                                 | 1986년 12월 16일        | 1987년 9월 11일         | 8개월 3주 5일               |
| 걸프 전쟁                                   | 1990년 8월 2일          | 1991년 2월 28일         | 6개월 3주 5일               |
| 미국-스페인 전쟁                            | 1898년 4월 21일         | 1898년 8월 13일         | 3개월 3주 2일               |
| 일린덴-프레오브라제니 봉기                  | 1903년 8월 2일          | 1903년 11월             | 2~3개월                     |
| 포클랜드 전쟁                               | 1982년 4월 2일          | 1982년 6월 14일         | 2개월 1주일 5일             |
| 프로이센-오스트리아 전쟁                    | 1866년 6월 14일         | 1866년 7월 22일         | 1개월 1주일 1일             |
| 튀르키예의 키프로스 침공                    | 1974년 7월 20일         | 1974년 8월 18일         | 4주 1일                     |
| 세르비아-불가리아 전쟁                      | 1885년 11월 14일        | 1885년 11월 28일        | 2주                         |
| 1971년 인도-파키스탄 전쟁                   | 1971년 12월 3일         | 1971년 12월 16일        | 1주 6일                     |
| 이란-이스라엘 전쟁                          | 2025년 6월 13일         | 2025년 6월 24일         | 1주 5일                     |
| 러시아‒조지아 전쟁                          | 2008년 8월 1일          | 2008년 8월 12일         | 1주 4일                     |
| 제3차 중동 전쟁                             | 1967년 6월 5일          | 1967년 6월 10일         | 6일                         |
| 르완다-우간다 전쟁                          | 2000년 6월 5일          | 2000년 6월 10일         | 5일                         |
| 축구 전쟁                                   | 1969년 7월 14일         | 1969년 7월 18일         | 4일                         |
| 바그너 그룹의 반란                          | 2023년 6월 23일         | 2023년 6월 24일         | 1일                         |
| 2023년 아제르바이잔의 나고르노카라바흐 공세 | 2023년 9월 19일 (13:17) | 2023년 9월 20일 (13:00) | 23시간 43분                 |
| 2008년 앙주앙 침공                          | 2008년 3월 25일 (05:00) | 2008년 3월 25일 (12:00) | 7시간                       |
| 영국-잔지바르 전쟁                          | 1896년 8월 27일 (09:00) | 1896년 8월 27일 (09:37) | 38분                        |

## 외교문서상 하자로 연장된 전쟁 목록
| 대상                         | 이름              | 개전         | 실질적 종전  | 서류상 종전 | 기간   |
| ---------------------------- | ----------------- | ------------ | ------------ | ----------- | ------ |
| 로마 공화국과 카르타고       | 펠로폰네소스 전쟁 | 기원전 431년 | 기원전 404년 | 1996년      | 2427년 |
| 스파르타와 아테네            | 제3차 포에니 전쟁 | 기원전 149년 | 기원전 146년 | 1985년      | 2134년 |
| 실리 제도와 네덜란드 공화국  | 335년 전쟁        | 1651년       | 1654년       | 1986년      | 335년  |
| 우아스카르와 덴마크          | 반도 전쟁         | 1809년       | 1814년       | 1981년      | 172년  |
| 베릭어폰트위드와 러시아 제국 | 크림 전쟁         | 1853년       | 1856년       | 1966년      | 114년  |
| 몬테네그로 공국과 일본       | 러일 전쟁         | 1904년       | 1905년       | 2006년      | 102년  |
| 코스타리카와 독일 제국       | 제1차 세계 대전   | 1918년       | 1918년       | 1945년      | 28년   |
| 폴란드과 일본                | 제2차 세계 대전   | 1941년       | 1945년       | 1957년      | 16년   |
| 유엔군과 이라크              | 걸프 전쟁         | 1991년       | 1991년       | 2003년      | 13년   |
| 소련과 일본                  | 제2차 세계 대전   | 1945년       | 1945년       | 1956년      | 11년   |

## 같이 보기
- 전쟁 목록